# Belize Pombal
Belize de Souza Gaspar Pinheiro Pombal (São Paulo, 26 de dezembro de 1985) é uma atriz brasileira.

## Biografia
Começou a fazer teatro aos 11 anos. É formada em Artes Cênicas pela Escola de Arte Dramática da Universidade de São Paulo (EAD/USP).
Ganhou notoriedade nacional ao interpretar a personagem Quitéria na segunda versão da novela Renascer, da TV Globo.

## Carreira
Fez parte do coletivo Os Crespos, formado por atores negros que realizavam pesquisas cênicas e audiovisuais, além de debates e intervenções públicas. Entre 2012 e 2019 se dedicou, quase exclusivamente ao teatro, participando de diversos espetáculos.
Em 2017, foi convidada pela TV Globo para participar da Oficina Trupe em Cena, com direção de Ary Coslov. Em 2018, fez Beatriz na série Confissões Médicas, exibida pelo Discovery Channel.
Em 2019, interpretou a personagem Sandra na série Irmãos Freitas, que conta a história de vida do supercampeão mundial de boxe Acelino Popó Freitas. No mesmo ano, também fez Maria Lúcia na quarta temporada de Sessão de Terapia, do GNT. Em 2020, interpretou Débora na série Onisciente, da Netflix.
Enquanto vivia no Canadá, foi convidada para protagonizar a segunda temporada da série Justiça 2, da Globo. Ela interpreta Geíza, uma manicure que vai parar na cadeia injustamente após impedir que a filha, Sandra (Gi Fernandes), seja morta pelo traficante Renato (Filipe Bragança). A série foi disponibilizada em abril de 2024 pelo Globoplay. Após a gravação da série, foi chamada para uma importante participação no remake de Renascer. Sua atuação como Quitéria, mãe de Maria Santa (Duda Santos), foi elogiada pela crítica e pelo público.

## Filmografia

### Teatro
| Ano  | Título                               | Autoria          | Direção                                | Ref.   |
| ---- | ------------------------------------ | ---------------- | -------------------------------------- | ------ |
| 2012 | Cidade Desmanche                     | —                | José Fernando Azevedo                  | [ 7 ]  |
| 2012 | Movimento nº1 - O Silêndio de Depois | —                | Jé Oliveira                            | [ 7 ]  |
| 2013 | Teatro Nosso de Cada Dia             | —                | Celso Frateschi                        | [ 7 ]  |
| 2014 | Negra                                | —                | Carolina Erschfeld                     | [ 7 ]  |
| 2014 | Comérdia Futebol Clube               | —                | Anselmo Vasconcelos e Carla Araujo     | [ 7 ]  |
| 2015 | Os Coloridos                         | Cidinha da Silva | Lucelia Sergio                         | [ 15 ] |
| 2017 | Oju Orum                             | —                | Johana Albuquerque e Coletivo Quizumba | [ 7 ]  |
| 2017 | Tebas                                | —                | Luis Marmora                           | [ 7 ]  |
| 2019 | Dona Ivone Lara                      | —                | Elísio Lopes Jr                        | [ 7 ]  |
| 2019 | Funalinho e Menininha                | Ela mesma        | Ricardo Henrique                       | [ 7 ]  |

### Televisão
| Ano  | Título             | Personagem            | Notas                         | Emissora          |
| ---- | ------------------ | --------------------- | ----------------------------- | ----------------- |
| 2018 | Confissões Médicas | Beatriz               |                               | Discovery Channel |
| 2019 | Irmãos Freitas     | Sandra                |                               | HBO Max Brasil    |
| 2019 | Sessão de Terapia  | Maria Lúcia Batista   |                               | GNT               |
| 2020 | Onisciente         | Débora                |                               | Netflix           |
| 2024 | Renascer           | Quitéria da Conceição | Episódios: "22–27 de janeiro" | TV Globo          |
| 2024 | Justiça 2          | Geiza Lima            |                               | Globoplay         |
| 2025 | Vale Tudo          | Consuelo Galhardo     |                               | TV Globo          |

## Prêmios e indicações
| Ano  | Premiação                   | Categoria                        | Indicação            | Resultado |
| ---- | --------------------------- | -------------------------------- | -------------------- | --------- |
| 2024 | Prêmio Noticiasdetv.com     | Melhor Atriz Revelação           | Renascer / Justiça 2 | Indicada  |
| 2024 | Prêmio Potências            | Atriz Coadjuvante                | Justiça 2            | Indicada  |
| 2024 | Splash Awards               | Melhor Atuação em Série Nacional | Justiça 2            | Indicada  |
| 2024 | Melhores do Ano             | Atriz de Série                   | Justiça 2            | Indicada  |
| 2024 | Melhores do Ano - Duh Secco | Melhor Participação Especial     | Renascer             | Pendente  |